# محمدجواد اکبرین
محمدجواد اکبرین (زاده ۳ آبان ۱۳۵۴ در بابل)، دین‌پژوه و روزنامه‌نگار ایرانیِ ساکن فرانسه است که در دو دههٔ گذشته آثار او در حوزه دین، فرهنگ و سیاستِ ایران و خاورمیانهٔ عربی در ده‌ها رسانهٔ فارسی و عربی منتشر شده ‌است.

## زندگی‌نامه
اکبرین تحصیلات حوزوی خود را در سال ۱۳۶۷ در بابل آغاز کرد و در قم ادامه داد. برای تکمیل سطوح عالی الاهیات اسلامی و مسیحی به لبنان و مصر رفت. او پس از انتخابات ریاست‌جمهوری ایران (۱۳۷۶) و انتخاب سیدمحمد خاتمی روزنامه‌نگاری را آغاز کرد و با ۱۵ روزنامه، از جمله سلام، صبح امروز، فتح، بیان و بهار همکاری کرد. در سال ۱۳۷۹  پس از آنچه که به توقیف فله‌ای مطبوعات مشهور شد از جمله روزنامه نگارانی بود که بدون داشتن وکیل و بدون حضور هیئت منصفه، محاکمه و زندانی شد. اکبرین از حامیان کمپین یک میلیون امضا برای برابری بود و در سال ۱۳۸۶ هنگام بازگشت به لبنان جهت ادامه دوره دکتری خود، در فرودگاه مهرآباد بازداشت و ممنوع‌الخروج شد.
این بار پس از ساعاتی آزاد شد اما دادگاه ویژه روحانیتِ قم از تفهیم اتهام به وی خودداری و اعلام کرد که هر گاه صلاح دانست اتهامات او را اعلام می‌کند.
اکبرین که پیش‌تر از حامیان اصلاحات و جنبش سبز در سال ۱۳۸۸ بود در مقالاتش نظام جمهوری اسلامی را اصلاح‌ناپذیر خوانده و‌ به جای «اصلاحات تدریجی»، از «براندازی تدریجی» دفاع می‌کند. [۴]

## تحریم انتخابات ۱۴۰۰
محمدجواد اکبرین از کسانی بود که انتخابات ریاست جمهوری ۱۴۰۰ را تحریم کرد [۵]